# Лагевники-Сьредзькі
Лагевники-Сьредзькі (пол. Łagiewniki Średzkie) — село в Польщі, у гміні Уданін Сьредського повіту Нижньосілезького воєводства.
Населення — 81 особа (2011).
У 1975-1998 роках село належало до Легницького воєводства.

## Демографія
Демографічна структура станом на 31 березня 2011 року:
|          | Загалом | Допрацездатний вік | Працездатний вік | Постпрацездатний вік |
| -------- | ------- | ------------------ | ---------------- | -------------------- |
| Чоловіки | 36      | 9                  | 26               | 1                    |
| Жінки    | 45      | 12                 | 25               | 8                    |
| Разом    | 81      | 21                 | 51               | 9                    |